# Chiesa di San Giovanni Evangelista (Villa d'Ogna)
La chiesa di San Giovanni Evangelista è il principale luogo di culto cattolico di Ogna, frazione di Villa d'Ogna, dedicata a san Giovanni Evangelista.

## Storia
Non si conosce la data di costruzione della chiesa, ma certamente fu elevata a parrocchia nel 1520. Inizialmente era stata dedicata ai santi Giorgio e Giovanni Battista, per venire successivamente intitolata ai due santi: Giovanni Battista e Giovanni Evangelista.
Gli atti della visita pastorale di Agostino Lipponano, rappresentante il vescovo di Bergamo Luigi Lippomano del 4 agosto 1560, testimoniano la presenza di una chiesa dedicata al santo evangelista, sicuramente nel XVI secolo, venendo poi visitata nel 1575 dal cardinale san Carlo Borromeo: Gli atti documentano che era priva di reddito, tanto che aveva proposto di sopprimere la parrocchia: 
(Atti della visita di san Carlo Borromeo)
 L'edificio si presentava gravemente ammalorato nel 1641 fu quindi richeista la sua riedificazione. Fu il parroco don Antonio De Fulgentiis a provvedere alla sua ricostruzione lasciando inalterata solo la zona presbiteriale. Il nuovo edificio venne consacrato il 30 giugno 1649 dal vescovo di Bergamo Gregorio Barbarigo e entro il 1695 era stata ricostruita anche la nuova sagrestia. Sono gli atti della visita pastorale del settembre 1864 del vescovo Pietro Luigi Speranza che risulta una citazione del parroco Luigi Zucchelli, il quale fa riferimento alla chiesa come presenza molto antica: 
(Archivio parrocchiale)
L'edificio di culto necessitava però di nuovi arredi, fu richiesta infatti alle famiglie, con voto quasi unanime, l'adesione alla posa di un nuovo altare, con relative decorazioni e quindi il sostegno economico alla spesa. Questo fu costruito dagli artisti della famiglia fantoniana di Rovetta Grazioso e Andrea. La costruzione degli arredi richiese l'aiuto economico e materiale delle famiglie della comunità Nella seconda metà dell'Ottocento fu alzata la torre campanaria con la benedizione delle nuove campane nel 1869. L'archivio della parrocchia conserva le trentacinque lettere di sollecito del pagamento che la ditta fonditrice richiedeva, il costo totale era di 4.672,00 lire. Per il saldo il parroco dovette ricorrere all'aiuto economico del conte Alessandro Moroni, che abitava palazzo Moroni, ma qui il parroco trovò un rifiuto, anche se poi il conte offrì il legname di parte delle sue proprietà per soddisfare le esigenze della parrocchia, con l'ampliamento di una campata e il rifacimento della pavimentazione abbassandola di circa un metro nel 1878. Il Novecento vide lavori di mantenimento e di restauro generale.

## Descrizione

### Esterno
La chiesa è dislocata dal centro abitato, trovandosi sull'antica piazza della frazione di Ogna. L'edificio è rivolto con la facciata a nord, e presenta la parte centrale delimitata da lesene, leggermente avanzata rispetto alle due parti laterali anche queste delimitate da lesene poggianti su zoccolatura in pietra, e culminanti con capitelli dorici che sorreggono la una trabeazione dove è riportata la scritta "D.O.M. ET DIVO IOANNI ES DEATUM". La facciata culmina col il timpano triangolare modanato.

### Interno
L'aula a navata unica, è preceduta dalla bussola in noce, ed è composta da quattro campate divisa da lesene. Presenta sull'arco trionfale che precede il presbiterio, la scritta: "Ecce tubernaculum Dei cum hominibus" (Ecco la tenda di Dio con gli uomini). Il presbiterio si presenta a pianta rettangolare di piccole dimensioni accessibile da due gradoni marmorei. L'altare maggiore, opera fantoniana, ha due angeli marmorei scolpiti e una medaglia centrale raffigurante lAssunzione di Maria; il tabernacolo è in legno dorato. 
Anche i due altari laterali dedicati a san Lorenzo e alla Madonna del Rosario, sono stati realizzati sempre dalla bottega dei Fantoni di Rovetta, e conservano le statue lignee raffiguranti i santi Domenico di Guzman e Caterina da Siena, beato Alberto da Villa d'Ogna, e Lucina, realizzati tra il 1748 e il 1753. Il presbiterio conserva il coro ligneo composto da undici stalli e alcune tele tra cui quella di Carlo Ceresa datata 1653 qui raffigurante san Narno, identificato dalla scritta posta nella parte inferiore del dipinto, santo probabilmente nato nella località. Un ulteriore dipinto raffigura Sant'Antonio e la Vergine con Bambino, santo e offerenti. La chiesa ospita la statua lignea della Madonna del Carmine di Angelo Virgilio Vavassori.
Il battistero è posto sul lato sinistro della navata dentro una nicchia. Composto in marmo grigio di Ardesio la fonte, mentre la copertura lignea è in noce come comandato dal cardinale Borromeo nella sua visita pastorale del 1575; lo spazio è delimitato da una barriera in ferro. Sempre sul lato sinistro è presente l'organo realizzato dalla ditta Perolini di Villa d'Ogna nel 1790 e restaurato sempre dalla medesima ditta nel 1881.